# Kobernaußer Straße
Die Kobernaußer Straße (L 508) ist eine Landesstraße in Oberösterreich. Sie verbindet Straßwalchen (Wiener Straße B 1) über den Kobernaußerwald und die Orte Friedburg und Lohnsburg mit dem 34 km entfernten Ried im Innkreis (Anschlussstelle Innkreis Autobahn A 8, Rieder Straße B 141 nach Osten und Westen).
Die Straße ist damit die Hauptverkehrsroute in Nordost-Südwest-Verlauf vom zentralen Innviertel zur Stadt Salzburg, dem Salzburger Seengebiet und dem Salzkammergut (Mondseeland, über Mondsee Straße B 154), und ist mit der Frankenburger Straße (L 509) Ried–Vöcklamarkt und der Hausruck Straße (B 143) Ried–Vöcklabruck und deren Abzweiger, der Tanzbodenstraße (L 1071) nach Schwanenstadt, eine der wenigen ausgebauten Hausruck- und Kobernaußerwaldübergänge.

## Verlauf und Ausbau
Die Straße beginnt in Friedburg wenige Kilometer nördlich von Straßwalchen an der Braunauer Straße (B 147), führt durch das obere Weißenbachtal über Schneegattern, und ist ab Höcken (Gemeinde Lengau)/Hocheck (Gemeinde Pöndorf) (km 5,8, Anschluss der L 1282 Pöndorfer Straße) bis auf die Kobernaußerwaldhöhe sehr gut ausgebaut.
Passhöhe liegt am Steiglberg bei der Kobernaußerwaldwarte (Ortschaft Stelzen) auf 767 m ü. A. (km 12,5 ⊙).
Nordwärts über Kobernaußen und Lohnsburg, wo sie das Tal der Waldzeller Ache quert, ist sie kurvenreich, mit einigen Steilstücken, aber sonst zügig befahrbar. Bei Gobrechtsham (Gemeinde Neuhofen im Innkreis), etwas außerhalb von Ried, mündet sie nach 30,1 km in die Oberinnviertler Straße (L 503).
Fast ein Drittel der Strecke ist mit Geschwindigkeitsbeschränkungen belegt, ein Fünftel Ortsgebiet (5,5 km, insgesamt 8).
Obwohl die Kobernaußer Straße nie den Rang einer Bundesstraße hatte, gehört sie zu den wichtigen Straßen, die das Verkehrshindernis Hausruck/Kobernaußerwald überwindet. Dabei konkurriert sie mit der Route der B 141/E 552 über Altheim – B 148 über Braunau – B 156 über Oberndorf nach Salzburg, die zwar besser ausgebaut und passfrei, aber deutlich länger ist – auch durch den zunehmenden Ausbau der B 1 (A 1-Anbindung Eugendorf, Umfahrungen Henndorf 2009, Neumarkt 1989, Straßwalchen Baubeginn 2010). Damit wird sowohl das Nadelöhr zwischen Höcken und Friedburg, wie auch der Innviertler Abschnitt, der als besonders unfallträchtig gilt, zunehmend zum Problem.
Sie wurde 2009 als „das dritte Haupt-Sorgenkind bei der Verkehrsinfrastruktur im Innviertel“ bezeichnet (neben der B 147 in zwei Abschnitten).
Für die Weiterführungen des Südausbaus nach Straßwalchen, 2004 als eines der „prioritären Anliegen der Region InnviertelHausruck im Bereich Straßenverkehr“ analysiert,
wurden über die Jahrzehnte mehrere Varianten diskutiert, Korridoruntersuchung sind 2010 in Gang.
Im Norden scheint im Besonderen eine Umfahrung von Lohnsburg vorrangig. Auch eine Verlängerung der Rieder Nordspange (B 141) südostwärts fast direkt zum Endpunkt der L 508 wird seit vielen Jahren diskutiert.

## Geschichte

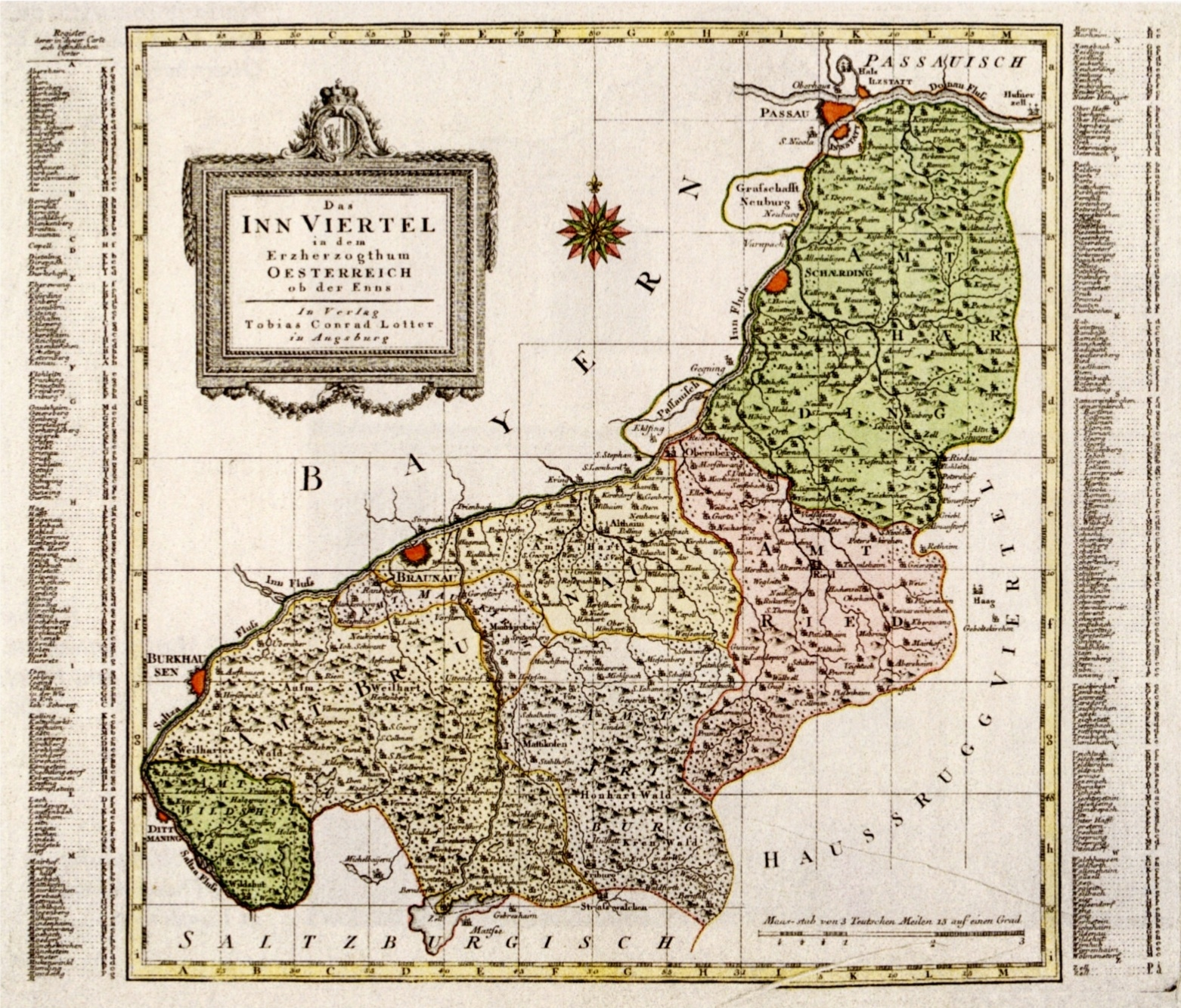
Das Innviertel in dem Erzherzogthum Oesterreich ob der Enns. 1779
Mitte unten der Zug Straſzwalchen – Friburg – Weiʃenbach – Hōhnhart Wald – Kobernauʃen – Lohnspurg – Ried

Die Route von Straßwalchen, einem bedeutenden Verkehrsknotenpunkt zwischen salzburgisch/oberösterreichischem Alpenraum und Alpenvorland, nach Ried
war schon um 200 n. Chr. eine Römerstraße, Reste wurden unter der – alten – Straße auf der Wienerhöhe gefunden.
Um 1476 ist die Rieder Straße als Sämerstraße erwähnt (Hutleute des baierischen Forstmeisteramts Hochkuchl in Stelzen und Kobernaußen, und des Forstmeisteramts gegen dem Mättigtal in Erb),
entlang der Grenze zum „königlich“-österreichischen Südostteil des Kobernaußerwald.
Das Mauthaus Straßwalchen (heute Gemeindeamt) war das Dreiländereck des Fürsterzbistums Salzburg zu Österreich und Baiern.
Zur Zeit der Besetzung während der Napoleonischen Kriege (1809–1815) – der Innkreis gehörte seit 1779 zu Österreich ob der Enns (eigenes Kronland 1783/84) – war die Post- und Vicinalstraße Ried – Salzburg (L 508 – B 1) so viel genutzt wie die Route Braunau – Friedburg – Pöndorf – Vöcklabruck (B 147 – L 508 – L 1282 – B 1).
1822 wurde der Straßenzug als bedeutsame Militär-Marsch-Route angegeben, als Teil der Routen von Altaussee/Ischl (Salzkammergut) nach Passau, über St. Gilgen, Mondsee, Zell am Moos, dann von Ried über Schärding (Nr. 339) oder Riedau/Zell a.d.P, Münzkirchen (Nr. 345), sowie zwischen den Kreisstädten Salzburg und Ried (Nr. 296) – das Bundesland Salzburg gehörte seinerzeit seit 1816 als Salzburgkreis ebenfalls zu Österreich ob der Enns. Ihre Länge ab Straßwalchen bis Kobernaußen wurde mit 3¼, bis Lohnsburg 3¾, bis Ried 5¼ Meilen angegeben (österr. Postmeilen zu 7,59 km), ihr Ausbau als Chaussee und Landstraße.
1867–1926 führte die Landesverwaltung die Straße als Kobernaus(s)er Bezirksstraße.
In den 1980ern wurde der südseitige Straßenabschnitt zwischen Schneegattern und Steiglberg, der von der Glashütte Schneegattern (Stilllegung 1924) über die Wienerhöhe auf 751 m geführt hatte, aufgelassen (heute nur mehr Forst- und Wanderweg), und von Höcken/Hocheck im Weißenbachtal und den Schwarzmoosbach entlang eine großzügige Ausbaustrecke mit Anbindung der Frauschereckstraße (L 1061) errichtet. Zu einer Weiterführung kam es aber seinerzeit nicht, man konnte sich nicht entscheiden, ob die Strecke über Pöndorf, über die alte Trasse der Nebenstrecke Steindorf–Schneegattern der Mattigtalbahn (Waldbahn 1887–1954, Schneegattern † 1961) nach Friedburg, oder gar direkt durch den Krenwald nach Straßwalchen geführt werden solle, sodass die Strecke heute – vom Steiglberg abwärts kommend – unvermittelt endet, und nach links oder rechts auf kleiner Freilandstraße weiterführt. Durch den Neubau der Umfahrung Straßwalchen sind diese Pläne wieder aktuell geworden, innerhalb der Inn-Salzach-Euregio (gegr. 1994) lassen sich länderübergreifende Verkehrsprojekte auch anders umsetzen als noch in den 1980ern.